# Le Journal techno
 (février 2012).
Si vous disposez d'ouvrages ou d'articles de référence ou si vous connaissez des sites web de qualité traitant du thème abordé ici, merci de compléter l'article en donnant les références utiles à sa vérifiabilité et en les liant à la section « Notes et références ».
Le Journal techno est une émission de télévision québécoise diffusée depuis le 6 mars 2010 sur le réseau V le samedi à 7 h, en rediffusion le dimanche à 6 h 30, animée par le journaliste Jean-Michel Vanasse et a pour sujet les nouvelles technologies : jeux, internet, vidéos, gadgets,...